# Husaren-Regiment „Török“
Das Husaren-Regiment „Török“ war ein Kavallerieverband, der 1756 als Palatinal-Husaren für die kaiserlich-habsburgische Armee errichtet wurde. 1769 wurde dem Regiment die Bezeichnung Cavallerie-Regiment Nr. 36 in der Kavallerie-Rangliste zugewiesen. Das Regiment wurde 1775 aufgelöst. Zur Systematik wurden nachträglich folgende Nummerierungen eingeführt: 1756/2 (nach Tessin), Husarenregiment H 10 (nach Bleckwenn).
Im 17. und 18. Jahrhundert führten Regimenter nur den Namen des Regimentsinhabers.

## Errichtung und Veränderungen
- 1756 wurde unter der Leitung des Palatins Graf Batthyányi aus den Jazygiern und Kumaniern Distrikten sowie den Heiducken-Städten auf eigene Kosten ein Husaren-Regiment mit einer Personalstärke von 1.000 Mann aufgestellt (600 Jazygier und Kumanier sowie 400 Heiducken) und auf Kriegsdauer in kaiserliche Verpflegung übernommen.

- 1765 Das Regiment wurde anfänglich nur als „Jazygier und Kumanier“ oder auch „Palatinal-Husaren-Regiment“ benannt, 1763 anlässlich seiner endgültigen Übernahme in kaiserlichem Dienst wurde es auf den Fuß der übrigen Husarenregimenter gesetzt (gleichgestellt). Erst 1765 erhielt es nach dem Tode des Palatins Graf Batthyányi einen Inhaber, nach dem es von nun an benannt wurde.

- 1768 wurde eine Eskadron des aufgelösten Husaren-Regiments „Emerich Esterházy“ eingegliedert
- 1769 erhielt das Regiment die Kavallerie Ranglistennummer 36
- 1775 wurde es aufgelöst, die Oberst-Division zum Husaren-Regiment Kaiser Nr. 1, die Oberstlieutenant-Division zum Husaren-Regiment Barcó Nr. 10 und die Majors-Division zum Husarenregiment Hadik Nr. 6 versetzt.

## Garnisonen
- 1763 Sziget
- 1766 Szatmár
- 1768 Debreczen
- 1771 Szent-Miklós
- 1772 Sambor
- 1774 Stryj

### Regimentsinhaber
- 1756–1765 ohne Inhaber
- 1765 Generalmajor Johann Andreas Freiherr von Török

### Regiments-Kommandanten
- 1756 Obrist Lorenz Freiherr von Orczy[3]
- 1758 Oberst Johann Andreas Freiherr von Török
- 1763 Oberstlieutenant-Oberst Johann Pletrich
- 1772 Oberst Franz Georg Freiherr von Wimpffen
- 1773 Oberst Joseph Graf Guadagni

## Gefechtskalender
→ Siebenjähriger Krieg
- 1757 Auf den Kriegsschauplatz in Böhmen verlegt, nahm das Regiment an der Expedition nach Berlin teil.
- 1758 Im Verband der Reichsarmee. Teilnahme am Gefecht bei Sankt Sebastiansberg. Später wurde das Regiment zur Deckung der Belagerung der Feste Sonnenstein an der böhmischen Grenze detachiert.
- 1759 Kämpfe in den Gefechten bei Kaaden, Buchau und bei Meißen.
- 1760 Sicherungs- und Patrouillendienste im Korps Lacy
- 1761 Das Regiment erlitt schwere Verluste im Gefecht bei Augustenburg am 5. November und war danach noch bei einigen kleineren Aktionen, so bei Matzdorf beteiligt.
- 1762 Im Verband der Reichsarmee kämpfte das Regiment in den Gefechten bei Gross-Bohra und Döbeln, dem Angriff auf Pretschendorf und dem Gefecht bei Freiberg

Danach hatte das Regiment keine Gefechtstätigkeit mehr.

## Adjustierung
- Dunkelblauer Kalpak, dunkelblauer Pelz und Dolman, dunkelblaue Hosen (bei Abbildungen aus dem Jahre 1760 sind die Hosen rot) weiße Aufschläge

Vorgesehene Uniformänderungen für die Jahre 1765 und 1767 wurden nicht durchgeführt.